# Christina Perri
Pour les articles homonymes, voir Perri.
Christina Perri, née le 19 août 1986 à Philadelphie (États-Unis), est une chanteuse et auteure-compositrice-interprète américaine. Elle est principalement connue pour ses singles Jar of Hearts et A Thousand Years. Ce dernier est une chanson écrite et interprétée pour les quatrième et cinquième volets de la saga cinématographique Twilight.

## Biographie
Christina Perri naît le 19 août 1986 à Philadelphie, Pennsylvanie. Elle a commencé à s'intéresser à la musique à l'âge de 16 ans. Grâce à son frère Nick Perri, et sa sœur Dana Perri, elle commence son premier album alors qu’elle travaille dans un bar de Los Angeles.

### 2007-2009: Débuts
Christina emménage à Los Angeles en 2007, à l'âge de 21 ans. Elle commence à écrire des chansons mais qui n'aboutiront pas. Elle était en couple avec quelqu'un rencontré à Los Angeles. Elle se sépare de lui et retourne à Philadelphie à la fin de 2009, c'est durant ce temps qu'elle écrit la chanson Jar of Hearts. Elle retourne à Los Angeles en 2010, en espérant décrocher un contrat de disques. Elle signe finalement avec Atlantic Records toujours en 2010. Pour joindre les deux bouts, elle devient serveuse au Melrose Café le jour, et travaille sur son premier album le soir.

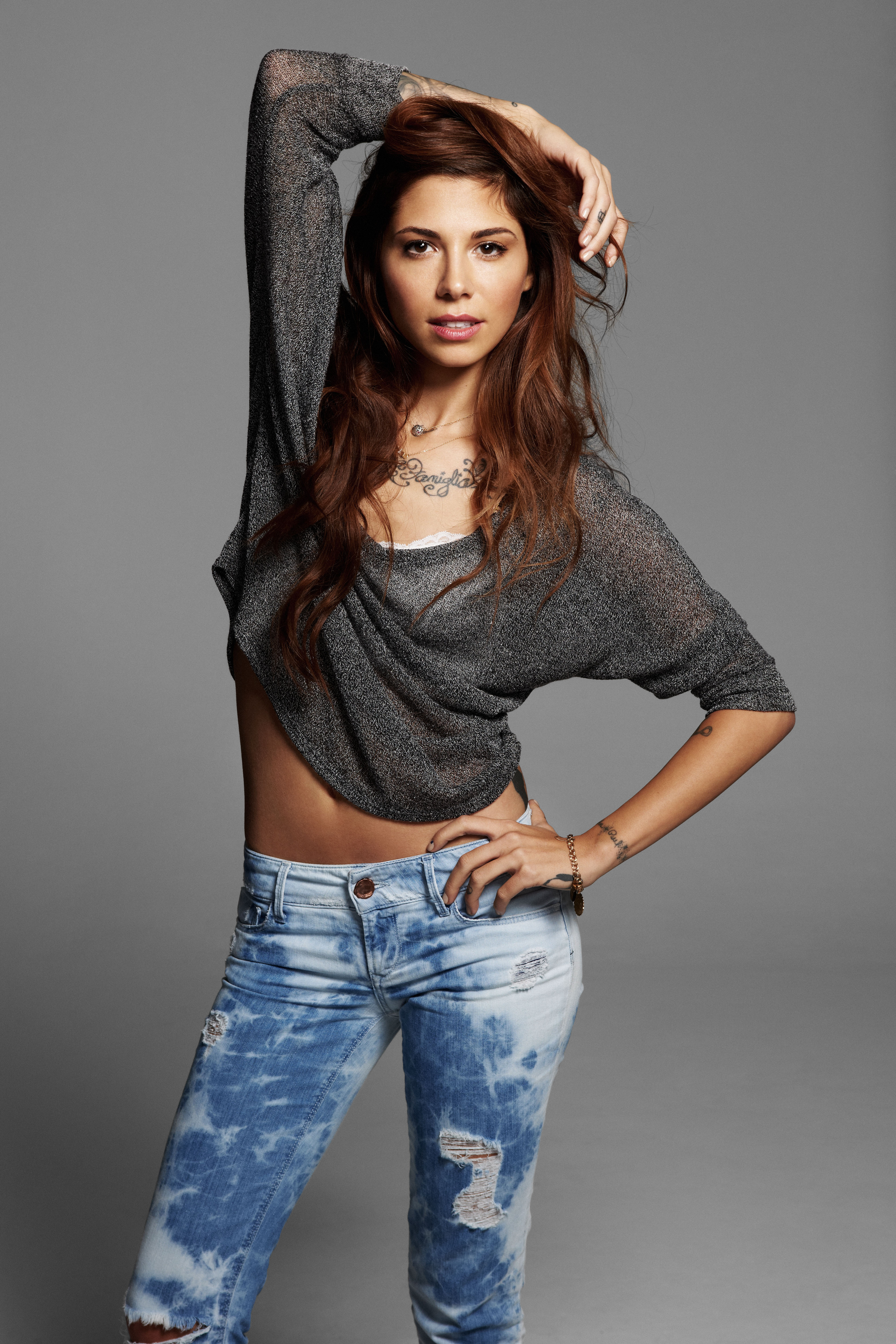
Christina Perri

### 2010 - aujourd'hui: Premiers succès
Christina Perri propose un premier single officiel, Jar of Hearts, chanson écrite en 2009. La chanson fut jouée pour la première fois à l'émission So you think you can dance le 30 juin 2010. Ce sont les danseurs Billy Bell et Katryn McCormick qui ont dansé sur la chanson. C'est grâce à Keltie Colleen, amie de Christina, que la chanson parvient au chorégraphe Stacy Tookey ; Christina et Keltie sont dans la salle lors de la prestation. Le single connait un bon succès, se vendant à plus de 48 000 copies numériques, pour ensuite atteindre la 63e position du Billboard Hot 100, il atteint finalement la 28e position du palmarès. En moins d'un mois, le single se vendra à 100 000 exemplaires.
Elle fait sa première prestation à la télévision le 10 juillet à l'émission The Early Show sur les ondes de CBS. Le 29 juillet, elle est reçue en entrevue au Tonight Show with Jay Leno.
Christina sort un EP de 5 chansons nommé The Ocean Way Sessions le 9 novembre 2010.
Son premier album, Lovestrong, est sorti le 10 mai 2011. Le premier single est Jar of Hearts, suivi d'un second single nommé Arms, sorti le 15 mars.
À l'occasion de la sortie de Twilight, chapitre IV : Révélation, Christina annonce avoir participé à la BO de Twilight avec une musique intitulée A Thousand Years (Part One).
Le 5 octobre 2012, la liste des titres de Twilight, Chapitre 5 : Révélation 2e partie est dévoilée. Christina y apparaît encore une fois avec A Thousand Years (Part Two).
En avril 2015, elle est l'une des têtes d'affiche du festival lesbien californien, le Dinah Shore.

## Vie privée
Le 12 décembre 2017, elle a épousé son compagnon de longue date Paul Costabile. Le 17 janvier 2018, le couple a accueilli son premier enfant, une fille prénommée Carmella. Le 22 octobre 2022, le couple a accueilli son deuxième enfant, une fille prénommée Pixie.

## Discographie

### Studio albums
| Titre         | Détails de l'album                                                     | Classement | Classement | Classement | Classement | Classement | Classement | Classement | Classement | Classement | Classement | Classement |
| Titre         | Détails de l'album                                                     | US         | AUS        | AUT        | CAN        | FIN        | GER        | IRE        | NZ         | PRT        | SWI        | UK         |
| ------------- | ---------------------------------------------------------------------- | ---------- | ---------- | ---------- | ---------- | ---------- | ---------- | ---------- | ---------- | ---------- | ---------- | ---------- |
| Lovestrong    | - Sortie: 10 mai 2011 - Label: Atlantic - Formats: CD, Téléchargement  | 4          | 5          | 7          | 9          | 25         | 8          | 5          | 27         | 11         | 6          | 9          |
| Head or Heart | - Sortie: 31 mars 2014 - Label: Atlantic - Formats: CD, Téléchargement | 4          | 23         | 41         | 6          | —          | 72         | 14         | —          | —          | 16         | 8          |

### EPs
| Titre                        | Détails de l'EP                                                           | Classement |
| Titre                        | Détails de l'EP                                                           | US         |
| ---------------------------- | ------------------------------------------------------------------------- | ---------- |
| The Ocean Way Sessions       | - Sortie: 9 novembre 2010 - Label: Atlantic - Formats: CD, Téléchargement | 144        |
| The Karaoke Collection       | - Sortie: 10 mai 2011 - Label: Atlantic - Formats: Téléchargement         | —          |
| A Very Merry Perri Christmas | - Sortie: 16 octobre 2012 - Label: Atlantic - Formats: CD, Téléchargement | 98         |
| Human (Remixes) - EP         | - Sortie: 18 mars 2014 - Label: Atlantic - Formats: Téléchargement        | —          |

### Singles
- 2010 : Jar of Hearts
- 2011 : Arms
- 2011 : A Thousand Years
- 2012 : Distance
- 2012 : A Thousand Years, Pt. 2 (featuring Steve Kazee)
- 2014 : Human
- 2014 : Words
- 2018 : you mean the whole world to me

#### Apparition
- 2015 : Pentatonix - Sing (clip vidéo)